# Дигби, Мэри
Мэри Кристина Дигби (англ. Marié Christina Digby, 16 апреля 1983 год, Нью-Йорк) — американская исполнительница авторских песен под аккомпанемент фортепиано или гитары и акустических каверов, видеоблогер.

## Биография
Отцом Мэри Дигби является американец ирландского происхождения Matt, а матерью — японка Emiko. Мэри старшая из трех детей в семье. У неё есть две сестры — Наоми (12 декабря 1985 года) и Эрина (8 августа 1987 года).
Она стала писать песни когда училась в колледже в Лос-Анджелесе, Калифорния. После завершения первого курса, она вышла в свет, когда она победила в 2004 году на конкурсе Pantene Pro-Voice с композицией «Miss Invisible». Приз включал работу с профессиональным продюсерами и денежное вознаграждение размером в $5,000.

## Творчество
30-летняя Мэри Дигби ирландско-японского происхождения — самый яркий пример того, как можно раскрутиться через Интернет. Правда, славы Мэри добилась несколько сомнительным, на взгляд многих, способом: исполнив акустическую версию главного хита прошлого года — Umbrella певицы Рианны. Запись исполнения Мэри этой песни под гитару, размещенная на YouTube, быстро стала сетевым хитом, который просмотрели несколько миллионов пользователей. По горячим следам у Мэри напелся EP из четырёх песен (не обошлось без очередного кавера — «What I’ve Done» Linkin Park), а потом продюсеры решили взяться за юное дарование всерьез, после чего её песни (теперь уже, правда, собственного сочинения) зазвучали в телесериалах, а вышедший в начале апреля альбом Unfold занял достаточно высокую для начинающей исполнительницы позицию в американском чарте. На пластинке звучит традиционный для американского слушателя гитарный поп-рок.
После выступлений в многочисленных ночных клубах, Дигби подписала издательское соглашение с Rondor Music, дочерним предприятием Vivendi SA’s Universal Music Group в начале 2005 года. В конце 2005, Дигби подписала договор с Hollywood Records и в конце года начала работать над записью треков для первого альбома, из каверов в него вошёл только трек Umbrella, благодаря которому немного позднее Marie и получила известность в Интернете. В начале 2007, она начинала вывешивать на YouTube простые видео, где перепевала песни других исполнителей. Hollywood Records затем записали высококачественный трек кавера «Umbrella» для iTunes и радиостанций.
12 мая 2009 года вышел второй альбом певицы под названием Breathing Underwater.
Как Мэри ответила в своем блоге, видео на Youtube были скорее отчаянным ответом к отсутствию содействия, несмотря на то что записывалась она на Hollywood Records. И ставка на Youtube себя оправдала, именно благодаря тем нескольким записям, в особенности Umbrella, которую на данный момент просмотрели более 17,5 миллионов.
По состоянию на январь 2017 год на канал подписано 332.6 тыс. пользователей.

## Дискография

### Альбомы
- 2007 — Starts Here EP
- 2008 — Unfold
- 2009 — Breathing Underwater
- 2011 — Your Love

### Синглы
- 2007 — «Umbrella»
- 2008 — «Say It Again»

### Видео
- 2008 — Say It Again